# Divec
Divec (německy Diwetz) je obec v okrese Hradec Králové. Žije zde 277 obyvatel.

## Historie
První písemná zmínka o obci pochází z roku 1306.

## Zajímavosti
Od názvu obce je odvozeno příjmení Divecký.[zdroj?]

## Galerie

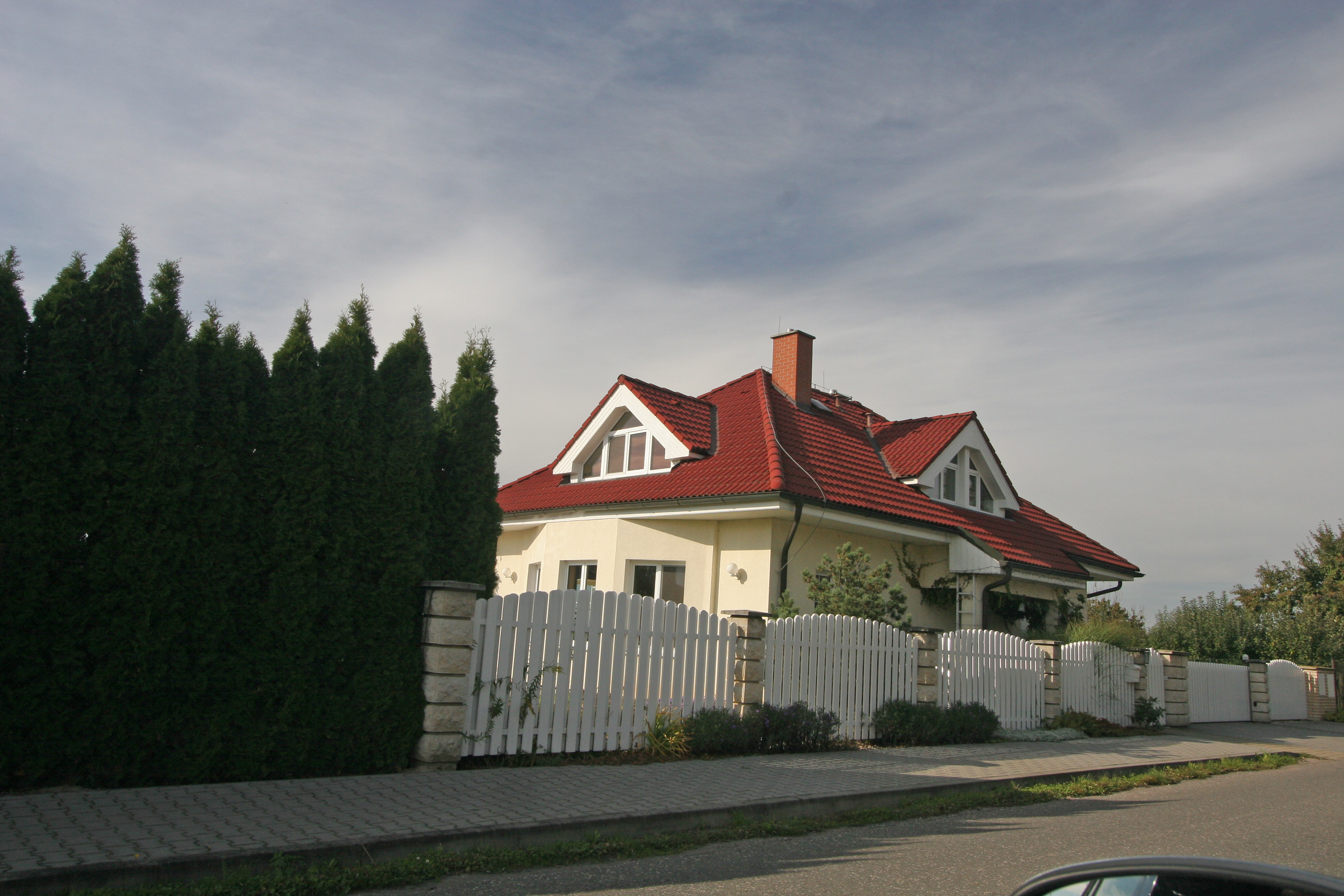
Stavení čp. 70
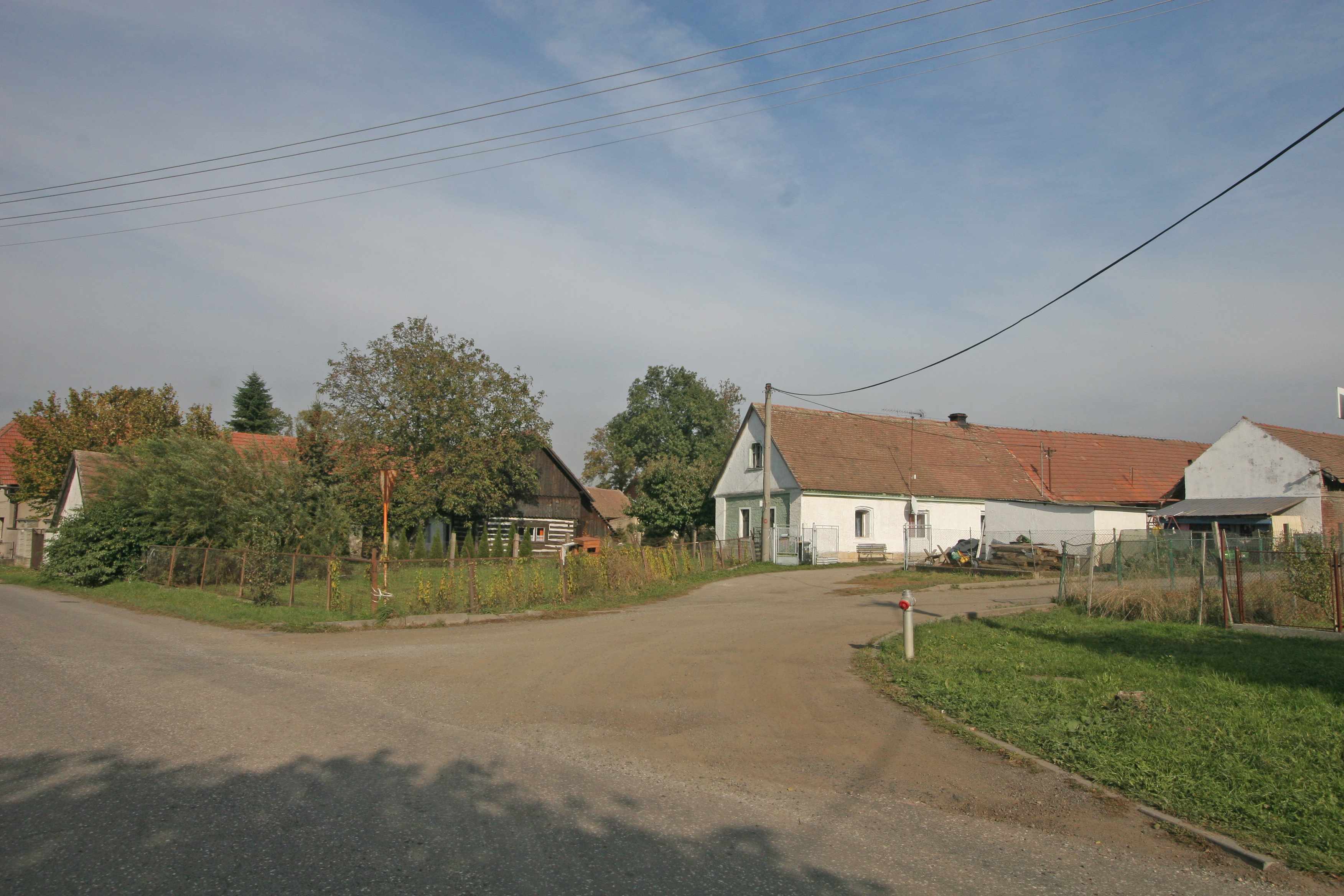
Stavení čp. 6
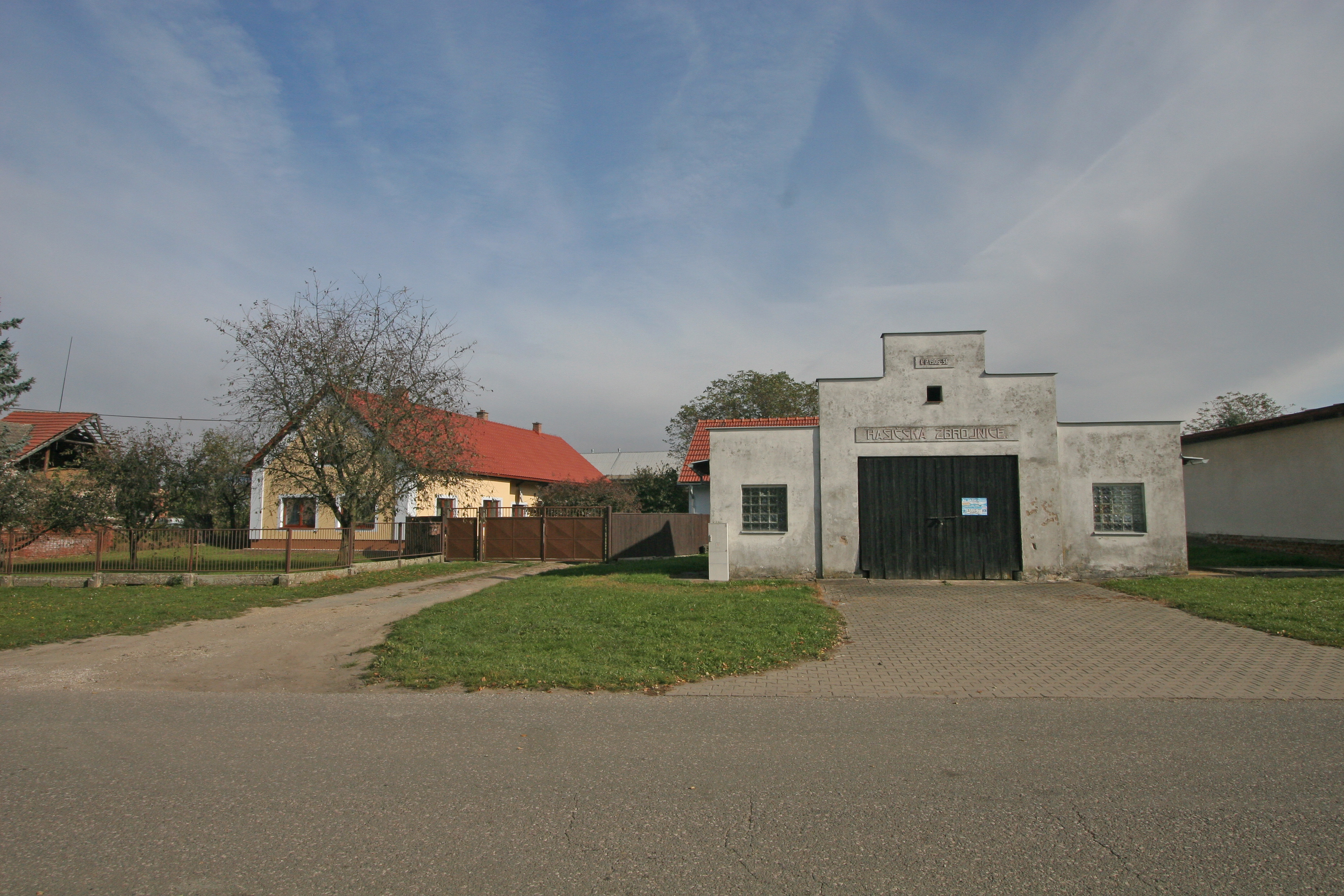
Hasičská zbrojnice
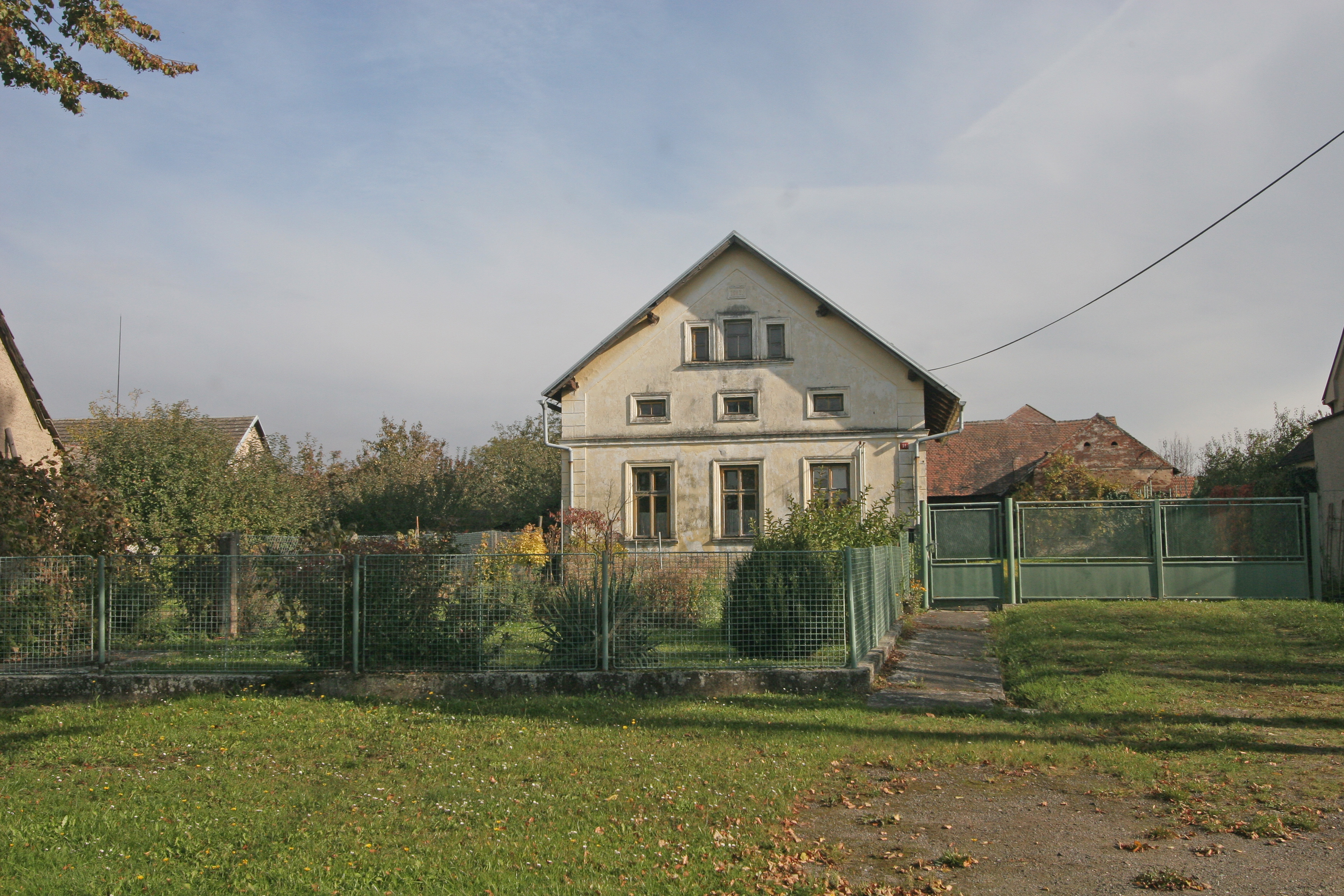
Stavení čp. 11
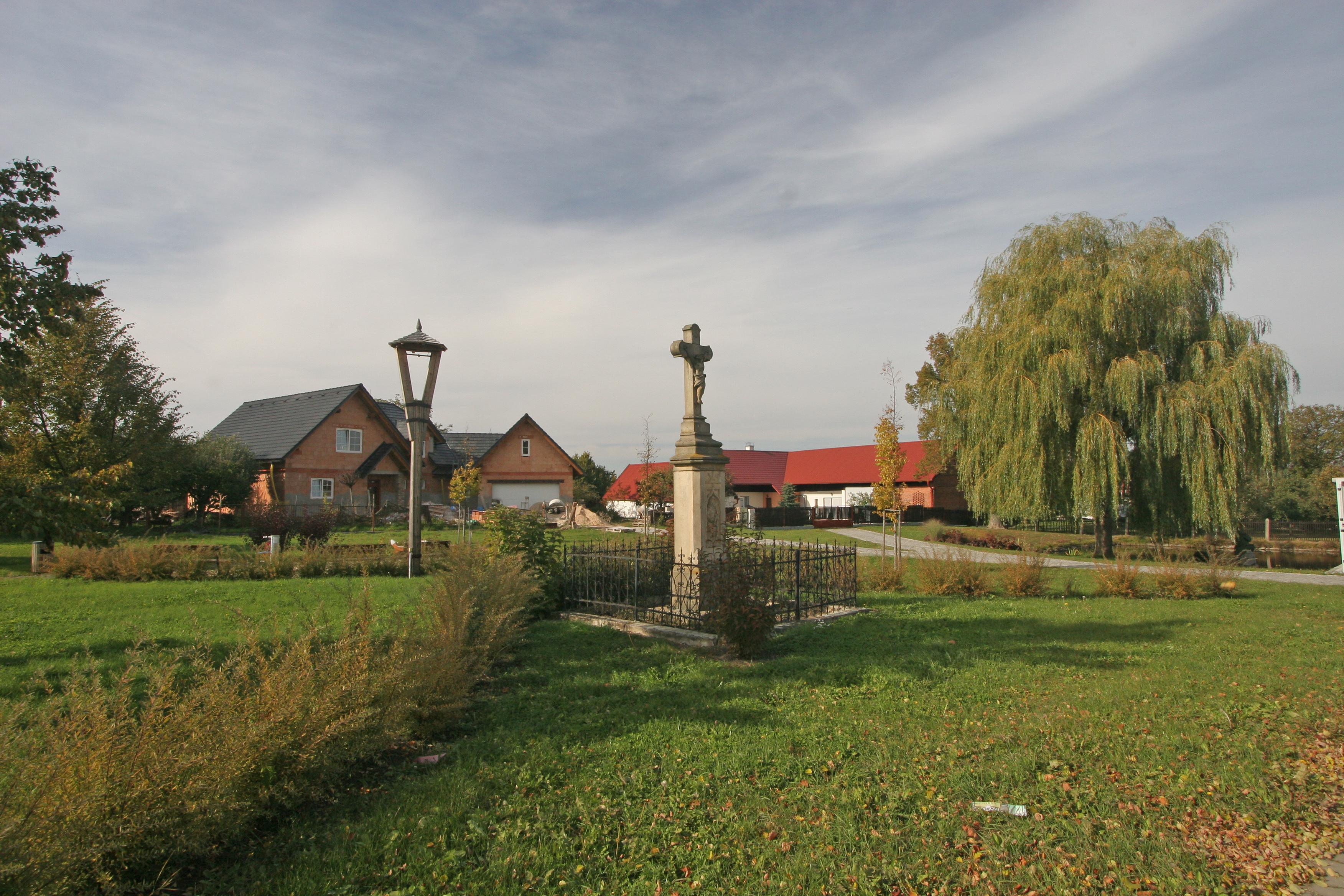
Zvonice a křížek
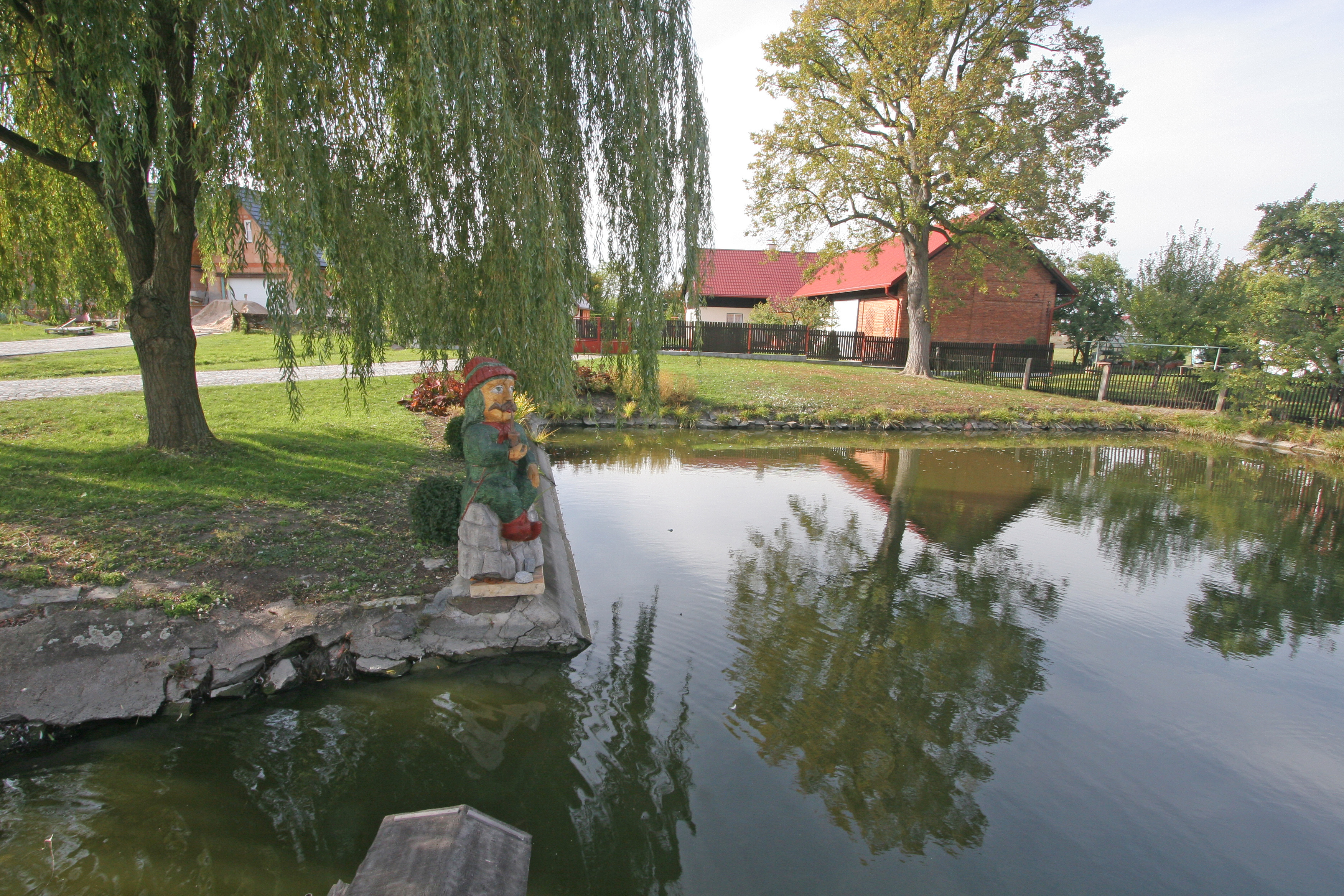
Divecký vodník